# Zoe Bäckstedt
Zoe Bäckstedt (Pontyclun, 24 de septiembre de 2004) es una deportista británica que compite en ciclismo en las modalidades de ruta y ciclocrós.
Ganó una medalla de oro en el Campeonato Europeo de Ciclismo en Ruta de 2023, en la prueba de contrarreloj sub-23. En ciclocrós obtuvo dos medallas en el Campeonato Mundial de Ciclocrós, en los años 2024 y 2025, ambas en la prueba de relevo mixto.

## Medallero internacional
| Campeonato Europeo | Campeonato Europeo     | Campeonato Europeo | Campeonato Europeo  |
| Año                | Lugar                  | Medalla            | Competición         |
| ------------------ | ---------------------- | ------------------ | ------------------- |
| 2023               | Drenthe (Países Bajos) | Medalla de oro     | Contrarreloj sub-23 |

| Campeonato Mundial | Campeonato Mundial      | Campeonato Mundial | Campeonato Mundial |
| Año                | Lugar                   | Medalla            | Competición        |
| ------------------ | ----------------------- | ------------------ | ------------------ |
| 2024               | Tábor (República Checa) | Medalla de plata   | Relevo mixto       |
| 2025               | Liévin (Francia)        | Medalla de oro     | Relevo mixto       |

## Palmarés
2023
- Campeonato Europeo Contrarreloj sub-23

2024
- 1 etapa del Simac Ladies Tour

2025
- Campeonato del Reino Unido Contrarreloj
- Baloise Ladies Tour, más 3 etapas